# Suranjit Sengupta
Suranjit Sengupta né le 5 mai 1945 et mort le 5 février 2017 était un politicien de la Ligue Awami du Bangladesh. Il a démissionné en 2012 en tant que ministre des chemins de fer du Bangladesh,. Il a été député de la circonscription de Sunamganj-2, dans le Jatiya Sangsad, et membre du conseil consultatif du parti. Il a été président de la commission parlementaire permanente du ministère de la Justice, de la Loi et des Affaires parlementaires.

## Jeunesse et éducation
Sengupta est né à Derai Upazila, dans le district de Sunamganj, de Devendra Nath Sengupta et Sumati Bala Sengupta. Parmi quatre frères et une sœur, il était le plus jeune. Il a obtenu son baccalauréat et sa maîtrise à l'université de Dacca. Il a obtenu son baccalauréat en droit au Central Law College et a pratiqué le droit pendant un certain temps.

## Carrière
Sengupta a commencé sa carrière comme avocat. Il est devenu membre du Conseil du Barreau de la Cour suprême. Il a commencé sa carrière politique avec des partis de gauche. Dans les élections nationales du Pakistan des années 1970, il a été élu dans le district de Sylhet comme candidat du parti national Awami à l'Assemblée provinciale. Il a participé à la guerre de libération du Bangladesh en 1971 en tant que sous-commandant du secteur 5. Au sein de l'Assemblée constituante du Bangladesh, il a été un membre actif de l'opposition. Aux élections générales de 1973 (en) au Bangladesh, il se présenta comme candidat de la faction du Parti national Awami dirigée par Muzaffar Ahmed (en) (NAP (M)). En 1979, il a représenté le parti Ekota à la Chambre et en 1991, le parti Ganatantri. Il a rejoint le parti de la Ligue Awami du Bangladesh en 1996, mais a perdu les élections nationales cette année-là. Mais il est entré au Parlement par le biais d'une élection partielle. Il a représenté la circonscription de Sunamganj-2 au cours des trois prochaines législatures.
Le 24 février 1996, avant les élections controversées qui ont eu lieu ce mois-là, la police a perquisitionné sa maison ainsi que celles d'Amir Hossain Amu (en) et d'Abdur Razzaq en vertu de la loi sur les pouvoirs spéciaux, mais n'a pu le retrouver.
En novembre 2011, Sengupta a été nommé membre du cabinet du nouveau ministère des chemins de fer. Mais après qu'un scandale de corruption a été révélé, les dirigeants du Parti des travailleurs du Bangladesh et de la Ligue Awami l'ont appelé à démissionner. Il a été ministre sans portefeuille. Il n'a pas été choisi pour occuper un poste ministériel après les élections de 2014.

### Scandale de corruption dans le secteur ferroviaire
Sengupta a pris le poste de ministre des Chemins de fer et a démissionné après cinq mois sur une allégation de corruption,. Il a été accusé d'implication directe dans la corruption de 100 millions de takas. Le 9 avril 2012, son secrétaire personnel adjoint, directeur général de la région de l'est et commandant de la sécurité se rendait à la résidence de Sengupta avec 7,4 millions de takas de pots-de-vin, lorsque le chauffeur Azam Khan les a dénoncés,. Le 17 avril 2012, Sengupta a été nommé ministre sans portefeuille un jour après avoir remis sa démission en tant que ministre des chemins de fer et après avoir été accusé de corruption,.

### Amar Deshallégations de corruption
Le 31 mars 2013, le journal Amar Desh a publié un rapport indiquant que Sengupta avait exigé un pot-de-vin de trente millions de takas d'un projet d'orphelinat, et avait annulé le financement du projet lorsque sa demande avait été refusée. Sengupta a commenté le rapport en ces termes : « Le fait de demander un pot-de-vin de trois corbeaux est un mensonge total. Il y a 36-37 établissements d'enseignement dans ma région. Mais l'énorme financement de ce projet a créé une impression négative auprès des institutions locales. J'ai donc suggéré de distribuer le fonds également aux institutions existantes afin d'éliminer la négativité créée. »,,.
En avril 2013, Sengupta a porté plainte en diffamation contre le personnel d'Amar Desh, dont Mahmudur Rahman (en) et un responsable d'une ONG pour la publication de ce rapport,.

## Vie privée et mort
Sengupta était marié à Joya Sengupta. Ensemble, ils ont eu un fils, Showmon Sengupta.
Sengupta est décédé le 5 février 2017 à l'hôpital LabAid de Dacca,.